# Liste der Baudenkmäler in Mennekrath
Die Liste der Baudenkmäler in Mennekrath enthält die denkmalgeschützten Bauwerke auf dem Gebiet der Stadt Erkelenz im Kreis Heinsberg in Nordrhein-Westfalen (Stand: Oktober 2011). Diese Baudenkmäler sind in der Denkmalliste der Stadt Erkelenz eingetragen; Grundlage für die Aufnahme ist das Denkmalschutzgesetz Nordrhein-Westfalen (DSchG NRW).

| Bild     | Bezeichnung | Lage                           | Beschreibung | Bauzeit | Eingetragen seit | Denkmal- nummer |
| -------- | ----------- | ------------------------------ | --- | ------- | ---------------- | --------------- |
| Wohnhaus | Wohnhaus    | Mennekrath Mennekrath 31 Karte | Baujahr: 1751, Nebengebäude 19. Jahrhundert. Vierflügelige Hofanlage, Backstein, Wohnhaus zweigeschossig in 5 : 2 Achsen, an der Fassade Jahreszahl in Ankersplinten.                       | 1751    | 14. Mai 1985     | 247             |
| Wohnhaus | Wohnhaus    | Mennekrath Mennekrath 10 Karte | Hofanlage in Fachwerk und Backstein, Front neu verputzt, Wohnhaus zweigeschossig in drei Achsen, giebelständig, am Wohnhaus Jahreszahl in Ankersplinten, Gewölbekeller, alte Treppenanlage. | 1723    | 14. Mai 1985     | 248             |
| Wohnhaus | Wohnhaus    | Mennekrath Mennekrath 17 Karte | Zweigeschossig in 5 : 2 Achsen, Backstein, Walmdach, Nebengebäude erneuert, an der Fassade die Jahreszahl in Ankersplinten.                                                                 | 1801    | 14. Mai 1985     | 249             |
| Wohnhaus | Wohnhaus    | Mennekrath Mennekrath 32 Karte | Baujahr: 1751, Nebengebäude 19. Jahrhundert. Vierflügeliger Backsteinhof, Wohnhaus zweigeschossig in 5 : 2 Achsen, an der Fassade Jahreszahl in Ankersplinten.                              | 1751    | 14. Mai 1985     | 250             |